# Солунски църковен музей
Солунският църковен музей (на гръцки: Εκκλησιαστικό Μουσείο Θεσσαλονίκης) е музей в град Солун, Гърция.

## Местоположение
Музеят е разположен в сградата на Солунската митрополия на улица „Вогацико“ № 7, близо до катедралната църква „Свети Григорий Палама“.

## История
Инициативата за създаването му принадлежи на митрополит Антим Солунски, който след преместването си от Дедеагач в Солун решава и там да създаде църковен музей, подобен на този в Дедеагачката митрополия. Музеят е дело на преподавателите в Солунския университет Митула Скалца и Панайотис Дзонос. Музеят е открит на 27 октомври 2006 година от митрополит Антим в присъствието на презиента Каролос Папуляс. Въпреки малката си изложбена площ, музеят демонстрира разнообразни, интересни и уникални експонати, свързани с историята на православието в Солун и Солунско и конкретно с историята на Солунската митрополия.